# Картографічний інститут УПА
Картографічний інститут УПА — установа з виготовлення мап, створена у кінці липня 1943 року при УПА-Південь, відповідно до Наказу по УПА за числом 12 від 4 вересня 1943 року, в якому вимагалося, щоб кожна група УПА організувала курси картографів і створила картографічні відділи, як також виготовила збірки карт.

## Історія
Картографічний інститут УПА був створений за ініціативи Олійника-«Енея». Керівником було призначено Івана Мартинюка псевдо «Козак», який у 1920 році закінчив Житомирське землемірне училище й довгий час працював на посаді землеміра. Картографічний інститут розташовувався у с.Дермань на хуторі Лебедщина.
Назву «Картографічний інститут УПА» отримав після того, як його відвідала делегація угорців на чолі з представником Проводу ОУН Омеляном Логушем-«Іванівим», щоб на власні очі побачити, як функціонує ця підпільна установа. Від цього часу відповідні надписи проставлялись на виготовлених мапах.
Першим завданням Мартинюка-«Козака» було зробити матрицю та перенести на кальку з польської карти територію Здолбунівського повіту і розмножити цю мапу на світлочутливому папері, через друк на сонці. За місяць завдання було виконане.
Інститут почав поповнювався новими працівниками. Персонал нараховував 33 працівники, серед яких, окрім Мартинюка, було два інших фахових інженери: один єврей на псевдо «Легоф», другий – «східняк» на псевдо «Баламут». 28 осіб, серед них 10 дівчат, виконували менш кваліфіковану роботу. Адміністратором був призначений Василь Андрощук-«Молодець». До інституту як охорону та розвідку прикріплено трьох кавалеристів.
На початку грудня до Мартинюка-«Козака» керівництво прислало п'ятьох майбутніх креслярів, яких потрібно було навчати. Ці хлопці на псевдоніми «Яр», «Бір», «Степан», «Чирко», «Волинець» походили з Дубенщини. Для виготовлення спеціальних креслярських дощок та рам був запрошений Микола Семенчук-«Невільник».
Загалом, до лютого 1944 року було виготовлено такі мапи:
1. мапу Здолбунівського повіту з польської мапи масштабом 1:100000;
2. мапу лісової полоси «Остріг» з німецької авіаційної мапи масштабом 1:300000;
3. мапу «Київ» з радянської мапи масштабом 1:200000.

Розпочато роботу над копіями мап міст Бердичів, Вінниця, Умань, Біла Церква, Ковель, Кременець масштабом 1:200000.
У другій половині січня 1944 року Мартинюк-«Козак» спробував організувати друк мап на сонці, але оскільки світлодрук давав тільки один колір, частині хлопців довелось ліси та води на мапах зафарбовувати від руки, а горизонталі зовсім не проводити. Це займало у креслярів надто багато часу. Тому в другій половині січня 1944 року було організовано окремий жіночий відділ з 10 дівчат спеціально для зафарбовування мап.
За 2 дні до приходу частин Червоної армії у Дермань працю установи було призупинено.
За свідченням Мартинюка-«Козака» у лютому 1944 року в інституті працювали:
- Село Дермань Перша, хутір Лебедщина:
  - технічний керівник Мартинюк-«Козак»;
  - кресляр «Сидор» з Бугрина;
  - кресляр «Блакитний» (мав художню освіту, родом зі Східної України);
  - кресляр «Воробкевич»;
  - кресляр «Баламут» (насправді художник Корж зі Східної України та його дружина «Аза»);
  - друкар «Бір»;
  - кресляр Юрій Якимчук-«Дим» зі своєю дружиною;
  - кресляр «Ромашка»;
  - адміністратори «Ярема» та «Розгін».
- Село Мізоч хутір Клопіт:
  - креслярі «Яр», «Степан», Трохим Столярчук-«Волинець», «Борис», практикант «Чирко».
- Село Дермань Перший, у хаті Сахара:
  - кресляр-єврей «Легоф»;
  - підпільник «Богдан», який зафарбовував карти.

- Село Дермань Друга:
  - Кавалеристи «Довбуш», «Білий» та «Бистрий», на яких було покладено охорону картографічної школи.

Неподалік, у селах Батьківці та Хинівка, дислокувалась кавалерійська сотня Олександра Даниленка-«Данька».
16 лютого 1944 року картографічний інститут УПА викрили «смершівці», захопивши його обладнання. Серед вилученого майна фігурували готовальня з необхідним креслярським інструментом, лупа, флакони з тушшю, кольорові олівці, пера креслярські, два рулони кальки, три топографічні мапи СРСР та 18 мап, виготовлених у картографічному інституті УПА (серед них 10 мап Здолбунівського, по 4-и Рівненського і Кременецького районів).
25 лютого 1944 року було заарештовано керівника Мартинюка-«Козака» і ще двох співробітників — «Волинця» та «Яра». Мартинюка-«Козака» обвинувачено за ст. 58-2, 58-11 КК РРСФР. Засуджений був Військовим трибуналом 13 армії 8 березня 1944 року до вищої міри покарання — розстрілу з конфіскацією майна. Ухвалою Військового трибуналу 1 Українського фронту від 20 березня 1944 року вищу міру замінено на 10 років у виправно-трудових таборах. 14 квітня 1944 року, в п'яти кілометрах західніше Дубно, єфрейтор 2-го взводу при відділі контррозвідки «Смерш» 13-ї армії Сухоросов вбив директора картографічного інституту УПА Івана Мартинюка-«Козака» при спробі втечі під час конвоювання. Тіло вбитого закопали неподалік у рівчаку.
Проте установа перебралась у каменоломні (Турецька гора) та продовжувала діяти у Дермані ще майже півроку, забезпечуючи загони УПА, які йдуть на схід, необхідними мапами.